# (3120) Dangrania
(3120) Dangrania est un astéroïde de la ceinture principale.

## Description
(3120) Dangrania est un astéroïde de la ceinture principale. Il fut découvert le 14 septembre 1979 à Naoutchnyï par Nikolaï Tchernykh. Il présente une orbite caractérisée par un demi-grand axe de 3,03 UA, une excentricité de 0,10 et une inclinaison de 13,0° par rapport à l'écliptique.

## Compléments